# Вставское сельское поселение
Вставское се́льское поселе́ние — муниципальное образование в Тарском районе Омской области Российской Федерации.
Административный центр — село Вставское.

## История
Статус и границы сельского поселения установлены Законом Омской области от 30 июля 2004 года № 548-ОЗ «О границах и статусе муниципальных образований Омской области»

## Население
| 2010 | 2011 | 2012 | 2013 | 2014 | 2015 | 2016 |
| ---- | ---- | ---- | ---- | ---- | ---- | ---- |
| 555  | ↘553 | ↘545 | ↘536 | ↘524 | ↘512 | ↘505 |
| 2017 | 2018 | 2019 | 2020 | 2021 | 2023 |      |
| ↘479 | ↘440 | ↘417 | ↘387 | ↗402 | ↘382 |      |

## Состав сельского поселения
| № | Населённый пункт | Тип населённого пункта       | Население |
| - | ---------------- | ---------------------------- | --------- |
| 1 | Вставское        | село, административный центр | ↘339      |
| 2 | Коновалово       | деревня                      | ↘89       |
| 3 | Кубрино          | деревня                      | ↘102      |
| 4 | Шкуново          | деревня                      | ↘25       |